# کون‌باراچ
کون‌‎باراچ (به مجاری:  Kunbaracs) یک منطقهٔ مسکونی در مجارستان است که در ناحیه کچکمت واقع شده‌است. کون‌‎باراچ ۵۵٫۱۲ کیلومتر مربع مساحت و ۶۱۸ نفر جمعیت دارد.